# Георги Попов (Стоилово)
Вижте пояснителната страница за други личности с името Георги Попов.
Георги Вълков Попов е български просветен деец, духовник и революционер, деец на Вътрешната македоно-одринска революционна организация.

## Биография
Георги Попов е роден на 15 юли 1883 година в малкотърновското село Стоилово, тогава в Османската империя. Работи като учител и се присъединява към ВМОРО. Секретар-касиер е на Стоиловския революционен комитет, участник в Илинденско-Преображенското въстание от 1903 година, по време на което е заловен и заточен. Служи като свещеник в църквата „Св. Илия“ в родното си село и в тази в село Ясна поляна. Умира на 27 ноември 1964 година в Ясна поляна.